# Cloreto de ouro(I)
Cloreto de ouro (I) ou cloreto auroso é um composto químico com a fórmula AuCl.

## Obtenção
O cloreto auroso monocristalino pode ser obtido através da sublimação do Au2Cl6, que se deposita sob a forma de cristais de AuCl em temperaturas próximas a 250 °C sob pressão de 1 atm. Para preparação de vapor de Au2Cl6 é necessário aquecer ouro em pó a 235 °C em atmosfera de cloro molecular. O produto final obtido deve ser armazenado sob resfriamento.
```
                             

  

    

      

        

          
Au

          

            

              
(

              
s

              
)

            

          

          
+

          

            
Cl

            

              
2

            

            

              

            

          

          

            

              
→

              

                
508

                
K

              

            

          

          

            
Au

            

              
2

            

            

              

            

          

          

            
Cl

            

              
6

            

            

              

            

          

          

            
(

            
g

            
)

          

          

            

              
→

              

                
523

                
K

              

            

          

          
AuCl

          

            
(

            
s

            
)

          

        

      

    

    
{\displaystyle {\ce {Au{(s)}+ Cl2 ->[508 K] Au2Cl6(g) ->[523 K] AuCl(s)}}}

  

```

As condições reacionais estritas se devem ao equilíbrio termodinâmico ouro-cloro, que apresenta pelo menos quatro reações paralelas que são deslocadas de acordo com as condições reacionais, coexistindo diferentes substâncias de acordo com esses parâmetros.

## Propriedades
O cloreto auroso possui geometria molecular tetraédrica com íons cloreto e ouro alternados na estrutura em forma de zig-zague, com angulação de 92° . É metaestável à temperatura ambiente, se decompondo através da reação de desproporcionamento que forma ouro metálico e Au2Cl6 sólido. É corrosivo à pele e às mucosas, além de ser sensibilizante.